# 碘酸亚汞
碘酸亚汞是一种无机化合物，化学式为Hg2(IO3)2。

## 制备及性质
碘酸亚汞可由碘酸或碘酸钠和酸化的硝酸亚汞反应得到：
Hg2+
2 + IO−
3 → Hg
2(IO
3)
2↓，lgKsp＝-13.71（25°C）
碘酸亚汞在水中稳定。固体在200°C时不经熔化即分解。